# Сногоміш (округ, Вашингтон)
Шаблон:StateAbbr_ 48°02′ пн. ш. 121°43′ зх. д. / 48.04° пн. ш. 121.71° зх. д.
Округ  Сногоміш (англ. Snohomish County) — округ у штаті Вашингтон, США. Ідентифікатор округу 53061.

## Історія
Округ утворений 1861 року.

## Демографія
За даними перепису 2000 року загальне населення округу становило 606024 осіб, зокрема міського населення було 539290, а сільського — 66734. Серед мешканців округу чоловіків було 303209, а жінок — 302815. В окрузі було 224852 домогосподарства, 157820 родин, які мешкали в 236205 будинках. Середній розмір родини становив 3,13.
Віковий розподіл населення поданий у таблиці:
| Стать    | До 15 років | 15-21 | 22-29 | 30-39 | 40-49 | 50-65 | 65-85 | Понад 85 |
| -------- | ----------- | ----- | ----- | ----- | ----- | ----- | ----- | -------- |
| Чоловіки | 71264       | 29919 | 31576 | 52860 | 51923 | 42483 | 21093 | 2091     |
| Жінки    | 67529       | 27702 | 30499 | 50967 | 50932 | 42966 | 27503 | 4717     |

## Виноски
1. ↑  U.S. Decennial Census. United States Census Bureau. Архів оригіналу за 2 серпня 2018. Процитовано 7 січня 2014.
2. ↑  Historical Census Browser. University of Virginia Library. Архів оригіналу за 11 серпня 2012. Процитовано 7 січня 2014.
3. ↑  Population of Counties by Decennial Census: 1900 to 1990. United States Census Bureau. Архів оригіналу за 2 лютого 2019. Процитовано 7 січня 2014.
4. ↑  Census 2000 PHC-T-4. Ranking Tables for Counties: 1990 and 2000 (PDF). United States Census Bureau. Архів оригіналу (PDF) за 18 грудня 2014. Процитовано 7 січня 2014.
5. ↑  State & County QuickFacts. United States Census Bureau. Архів оригіналу за 3 лютого 2020. Процитовано 22 квітня 2019.(англ.) Наведено за англійською вікіпедією.
6. ↑  American FactFinder. Бюро перепису населення США. Архів оригіналу за 26 лютого 2012. Процитовано 31 січня 2008. [Архівовано 2008-05-21 у Wayback Machine.]

| США | Це незавершена стаття з географії США. Ви можете допомогти проєкту, виправивши або дописавши її. |